# Pederneiras Esporte Clube
Le Pederneiras Futebol Clube était un club brésilien de football basé à Brasilia dans le District fédéral.

## Palmarès
- Championnat de Brasilia :
  - Champion : 1965